# Anita Garibaldi (Santa Catarina)
Anita Garibaldi es un municipio brasileño del estado de Santa Catarina. Tiene una población estimada al 2021 de 6 783 habitantes.
Nombrado en homenaje a Anita Garibaldi, célebre heroína esposa de Giuseppe Garibaldi, que pasó por la localidad en 1842. 
Alguna vez fue considerada la Capital del Pino debido al inmenso bosque de araucarias que hay en su territorio, bosque que ha dado paso a la agricultura y la ganadería. Recibe el nombre de "Ciudad de los Lagos" debido a los grandes desarrollos instalados en sus alrededores, como la construcción de las Hidroeléctricas de Machadinho, Campos Novos y Barra Grande, que formaron grandes lagos que bañan el territorio anitense.

## Historia
Ya desde la formación de la ciudad vecina de Lages se instalaron los primeros residentes en la localidad. La colonización del municipio comenzó en 1910, con la llegada de alemanes e italianos. En 1930 fue elevada a distrito de Lages, y el 17 de julio de 1961 a municipio.